# Gera d'Adda
La Gera d'Adda (ancienne orthographe Ghiara, Ghiera, Giarra d'Adda) est une région de la plaine lombarde située entre la rivière Adda à l'ouest, la rivière Serio à l'est et le fossé de Bergame au nord. La frontière sud est basée sur des sources historiographiques précises, remontant à l'empereur Charles V de Habsbourg et répétée dans des édits ultérieurs, qui l'identifient aux extrémités sud des municipalités de Rivolta d'Adda, Pandino, Dovera Vailate, Misano di Gera d'Adda et Caravaggio.
Le terme dérive de la nature morphologique du territoire qui présente des couches fertiles et graveleuses en profondeur, couches transportées à une époque très reculée par les deux rivières qui entourent son territoire.